# 嘎海乐苏木
嘎海乐苏木，前称额仁高毕苏木，是中华人民共和国内蒙古自治区锡林郭勒盟东乌珠穆沁旗下辖的一个苏木。
2012年1月20日，内蒙古自治区人民政府批复同意分别从满都胡宝拉格镇、萨麦苏木划出部分区域，设置额仁高毕苏木，辖额仁宝拉格、额仁高毕、阿尔善宝拉格、吉仁宝拉格4个嘎查，驻查干楚鲁图。后更名为嘎海乐苏木。

## 行政区划
嘎海乐苏木下辖以下村级行政区划单位：
额仁宝拉格嘎查、额仁高毕嘎查、阿尔善宝拉格嘎查和吉仁宝拉格嘎查。